# Pozzo d’Adda
Pozzo d’Adda – miejscowość i gmina we Włoszech, w regionie Lombardia, w prowincji Mediolan.
Według danych na rok 2015 gminę zamieszkiwały 6 070 osoby.